# Farid Boulaya
Farid Boulaya (tiếng Ả Rập: فريد بولاية; sinh ngày 25 tháng 1 năm 1993) là cầu thủ bóng đá chuyên nghiệp Algérie chơi ở vị trí tiền vệ tấn công cho câu lạc bộ của Qatar, Al-Gharafa và Đội tuyển bóng đá quốc gia Algérie.

## Sự nghiệp thi đấu

### Istres
Boulaya là cầu thủ trẻ tốt nghiệp lò đào tạo của câu lạc bộ Istres. Anh ra mắt đội bóng vào ngày 11 tháng 5 năm 2012, khi vào sân thay cho Maxime Tarasconi trong trận thua 1–0 trước Lens.

### Bastia
Ngày 31 tháng 8 năm 2016, Boulaya gia nhập Bastia theo bản hợp đồng 4 năm.

### Girona và cho mượn tại Metz
Ngày 25 tháng 7 năm 2017, Boulaya lần đầu tiên đi ra nước ngoài thi đấu, ở Tây Ban Nha cho câu lạc bộ Girona. Tháng 1 năm 2018, anh gia nhập Metz theo dạng cho mượn.

### Al-Gharafa
Ngày 21 tháng 8 năm 2022, Boulaya gia nhập Al-Gharafa theo bản hợp đồng kéo dài 2 năm.

## Sự nghiệp quốc tế
Boulaya ra mắt quốc tế cho Algérie vào ngày 9 tháng 10 năm 2020, trong chiến thắng 1–0 trước Nigeria.